# Harbor (Oregon)
Harbor é uma Região censo-designada localizada no estado norte-americano de Oregon, no Condado de Curry.

## Demografia
Segundo o censo norte-americano de 2000, a sua população era de 2622 habitantes.

## Geografia
De acordo com o United States Census Bureau tem uma área de
6,0 km², dos quais 4,9 km² cobertos por terra e 1,1 km² cobertos por água.

## Localidades na vizinhança
O diagrama seguinte representa as localidades num raio de 36 km ao redor de Harbor.